# 副砲

華盛頓號戰艦的主炮與「副砲」示意圖
主砲:紅色
副武器:藍色

副砲（英語：Secondary gun）是一種艦砲，主要用於攻擊主砲無法有效應對的魚雷艇等小型艦艇，以及航空器。

## 概述
在對抗高速、小型目標(如小型艦艇或航空器)時，特別是對於強大的戰艦而言，主砲的彈藥儲量有限，且旋轉速度較慢，因此需要使用副砲。副砲的口徑通常為15公分左右。
副砲可分為砲塔式與砲廓(Casemate)式。最初建造為巡洋戰艦的赤城便裝備了砲廓式副砲。而大和級戰艦上的三年式155公厘艦炮，最初為最上級重巡洋艦在建造為輕巡洋艦時的主砲，但其威力極為強大。
相較之下，巡洋艦的主砲口徑相對較小，因此通常不裝備副砲。然而，部分巡洋艦的高射砲(防空砲)可視為副砲的一種，主要用於對抗空襲。
在第二次世界大戰後，艦載武器迅速轉向飛彈，艦載砲火力大幅減少，通常僅保留一座主砲。然而，在冷戰結束後，科爾號驅逐艦爆炸事件(美國海軍驅逐艦「科爾號」遭遇恐怖攻擊)發生後，為了應對小型船隻的自殺式襲擊與非正規武裝部隊的近距離突襲，以及海上巡邏與臨檢行動，艦載砲的數量開始回升。這些武器多為機槍座或自動化的遙控武器站(RWS)，但也有配備30毫米機砲並搭載砲塔的例子。

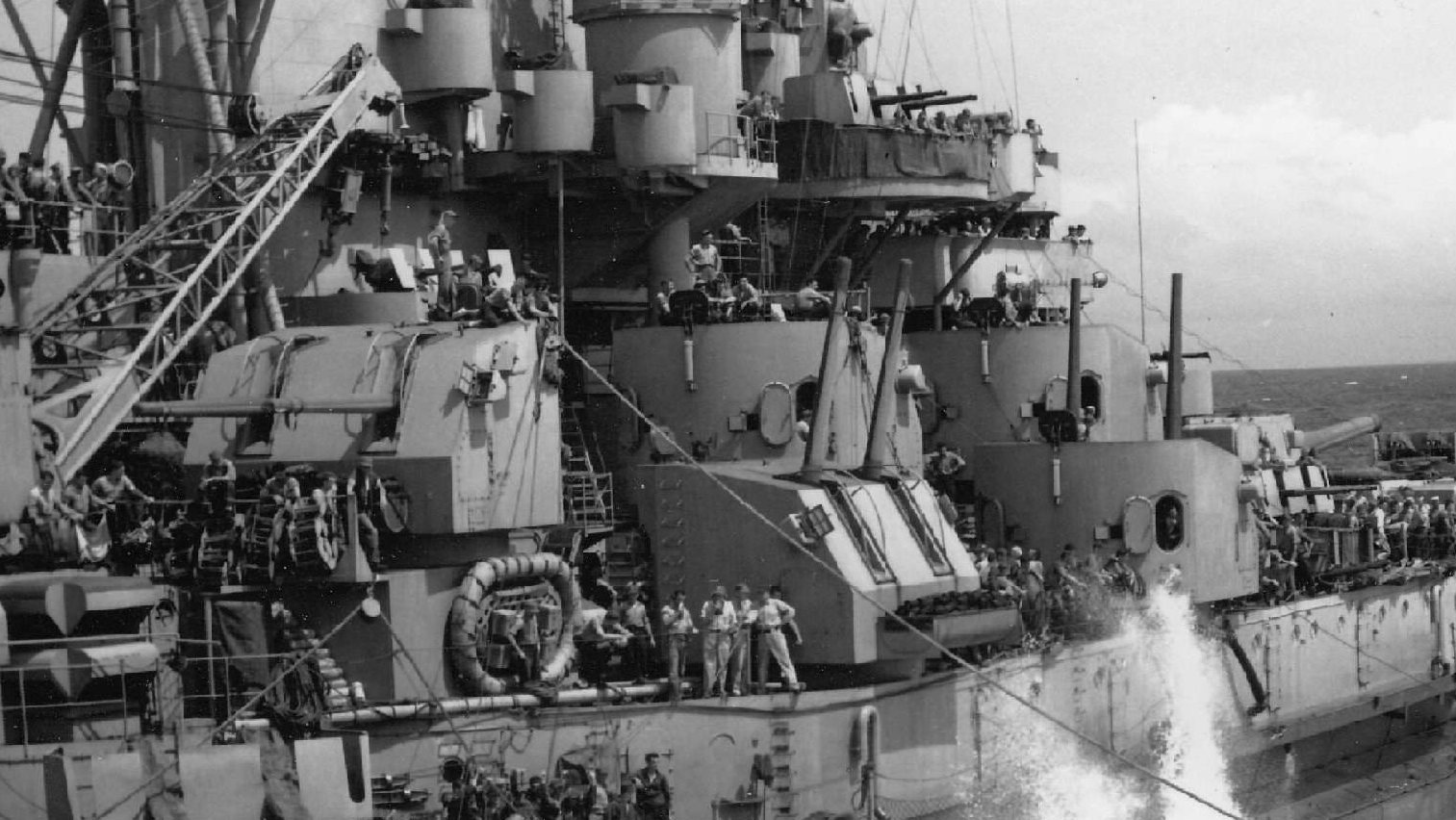
美國戰艦使用Mk12 5吋砲作為副砲兼防空武器
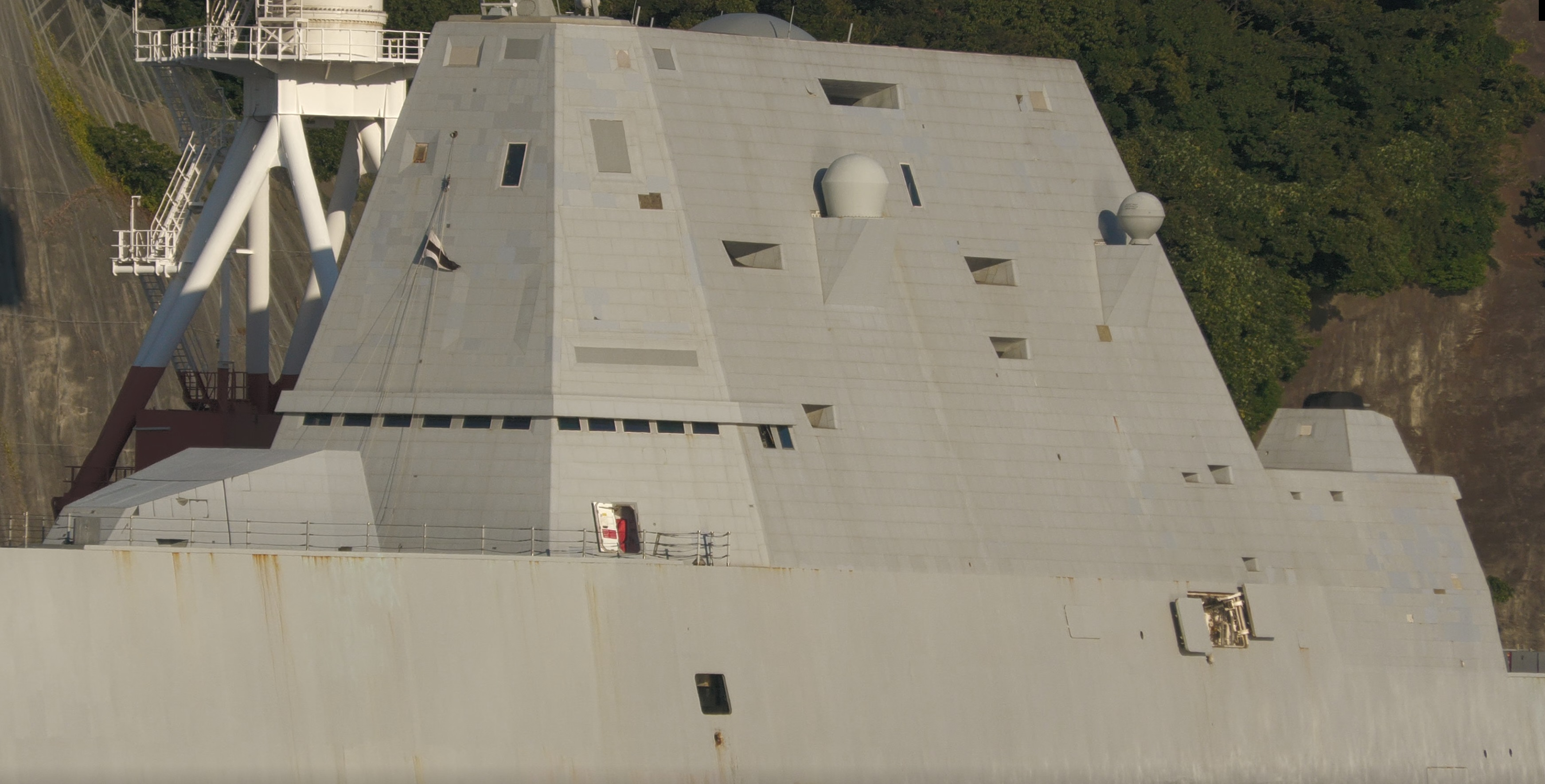
朱瓦特級驅逐艦。前部為主砲AGS 155毫米艦砲，後部裝有Mk46 30毫米機砲

## 海軍

### 前無畏艦時期

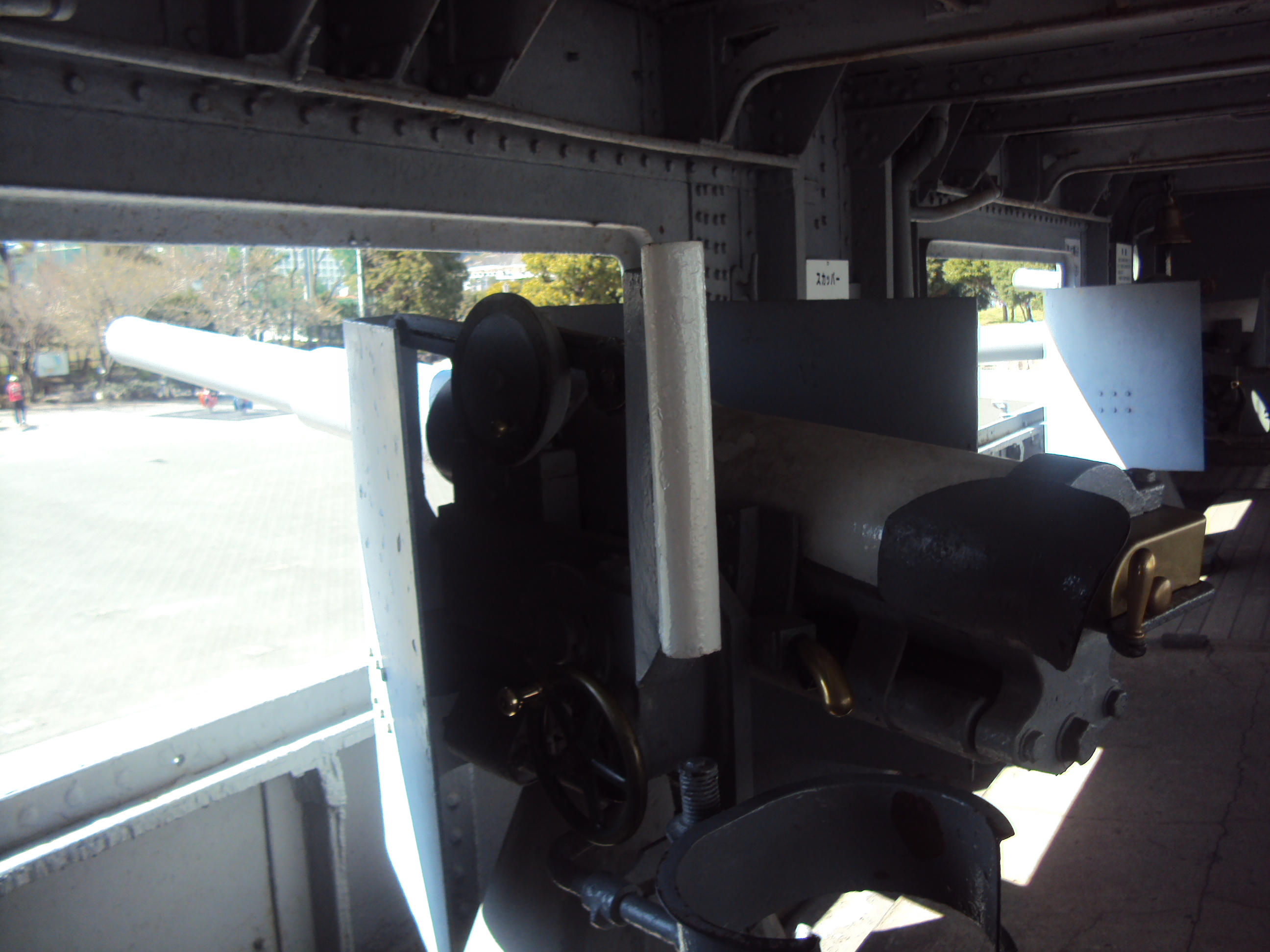
三笠號戰艦的8公分輔助砲

前無畏艦(Pre-dreadnoughts)於1890年至1905年間服役，通常配備3至4種不同口徑的火砲。主砲口徑通常約為12英吋，而副武器通常為6英吋，但範圍可介於5英吋至7.5英吋之間。口徑小於4.7英吋的武器通常被歸類為「第三武器」(Tertiary)。此外，許多前無畏艦還搭載9.2至10英吋的「副砲」，但這些武器通常被視為混合口徑的主武器。
副砲是「快射砲」，可在1分鐘內發射5至10發炮彈。這種特性帶來的軍事價值，遠超過其破壞力或精準度。副砲通常安裝在砲廓(Casemate)內，這是一道長型的裝甲牆，砲管從中突出。
這類武器的設計用途包括攻擊大型軍艦及較小型目標，如魚雷艇與驅逐艦。
小型目標當然容易受到6英吋砲彈的攻擊，而高射速則能提升擊中靈活小型目標的機會。
在此時期，副武器也被預期用於攻擊主力艦。儘管戰艦的重裝甲區域不易受到6英吋砲彈傷害，但戰艦仍有許多無法重裝甲化的區域。在3,000碼的典型交戰距離內，這些區域可能會被副砲「打成蜂窩」，導致敵艦副武器喪失、船艏與船艉被擊穿、煙囪與觀測塔損壞，甚至指揮橋與作戰指揮區遭到摧毀。因此，副武器在戰艦作戰中扮演了極為重要的角色。

### 無畏艦時期

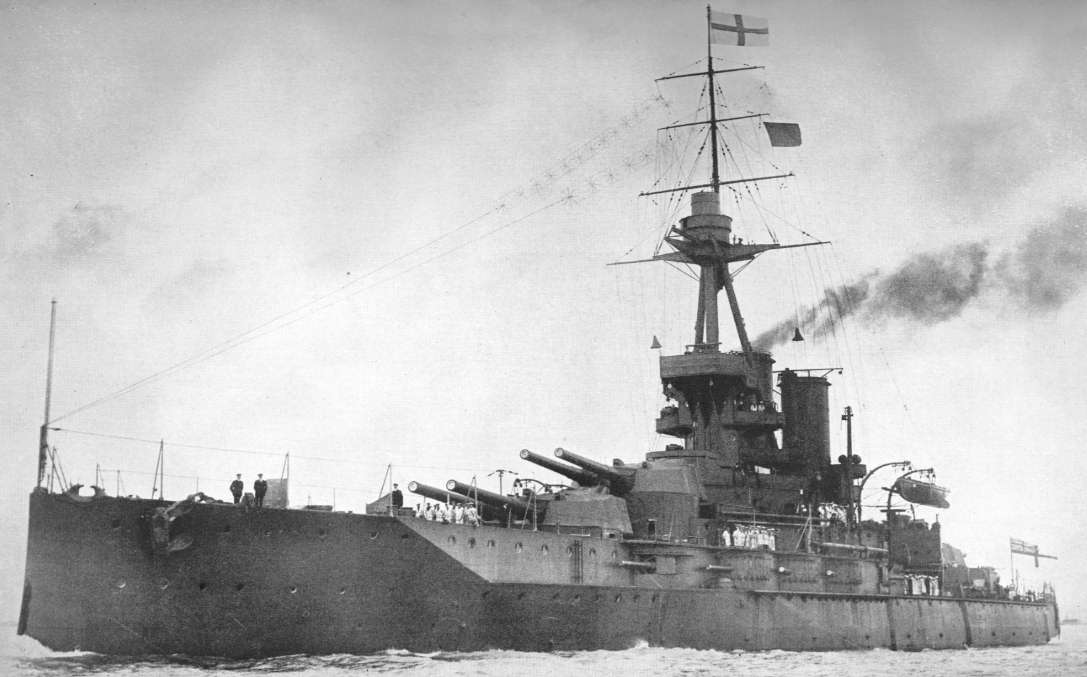
鐵公爵號，副武器安裝於船側砲廓內

無畏艦(Dreadnoughts)時期的特點是「全重砲」武裝。本時期約從1906年開始，經過超無畏艦(Super-dreadnought)時代，直至第一次世界大戰結束。
在此期間，各國對於副武器的選擇存在差異。英國起初安裝口徑較小的火砲(3英吋與4英吋)，並將其視為「第三武器」。這些火砲通常缺乏裝甲防護，安裝在開放區域，或後來的砲廓內。隨後，英國改採6英吋副武器，而其他海軍則在整個時期內普遍使用6英吋砲廓副武器。
英國最初的軍事學說認為，小型火砲僅用於反魚雷防禦。而其他海軍則認為，副武器也應用於對抗主力艦。例如，德國在北海戰鬥的軍事學說認為，能見度不佳時，較短射程的副武器將發揮更大作用。英國後來接受了這一觀點，雖然在铁公爵级战列舰(Iron Duke-class)上安裝6英吋砲的主要理由仍是對抗日益強大的魚雷艇與驅逐艦。
法國則堅持前無畏艦的設計，建造了六艘丹东级战列舰(Danton-class)，並配備9.4英吋炮塔副武器，直到最後才轉向無畏艦設計。
海軍歷史學家對於本時期副武器的價值存在分歧。支持者認為，副武器可提供對抗水面魚雷艇的保護，無需依賴一支會在戰場上產生濃煙、並增加指揮官負擔的支援艦隊。反對者則指出，副武器消耗大量排水量(超過2,000噸)，其安裝位置通常為接近水線的艦側開口，增加了戰艦傾覆的風險。此外，副武器無法配備厚重裝甲，卻與彈藥庫(Magazine)相連，使戰艦更容易被摧毀。此外，副武器與主砲的協同作戰亦面臨重大挑戰；副武器同樣會產生大量濃煙，干擾射擊視線，且水花可能掩蓋目標，甚至需要進行影響主砲射角的機動操作。實戰經驗顯示，主力艦幾乎總是有支援艦隊伴航，而副武器對主力艦無甚效果；然而，在日德蘭海戰(Battle of Jutland)的夜戰中，德國戰艦的副武器對英國驅逐艦發揮了極大的殺傷力。

## 戰鬥車輛
相較於艦艇，戰鬥車輛受重量與空間限制影響較大，因此大多數戰車僅配備一門主砲。然而，在戰車發展初期，受「陸上戰艦」的概念影響，許多戰車採用了多砲塔戰車設計，配備多種武器。即使到了第二次世界大戰後期，一些戰車仍因主砲增強導致彈藥攜行量減少、裝填速度下降，而嘗試配備副砲，例如鼠式超重戰車與五式中戰車(五式中戰車「知」)。
進入冷戰後，現代主力戰車因主砲與車體重量逐漸增加而面臨發展極限。2022年，德國與美國相繼發表配備機砲型RWS的主力戰車概念模型，以應對輕裝甲目標。此外，以色列的梅卡瓦戰車亦是一個特例，其裝備了一門60毫米迫擊砲。

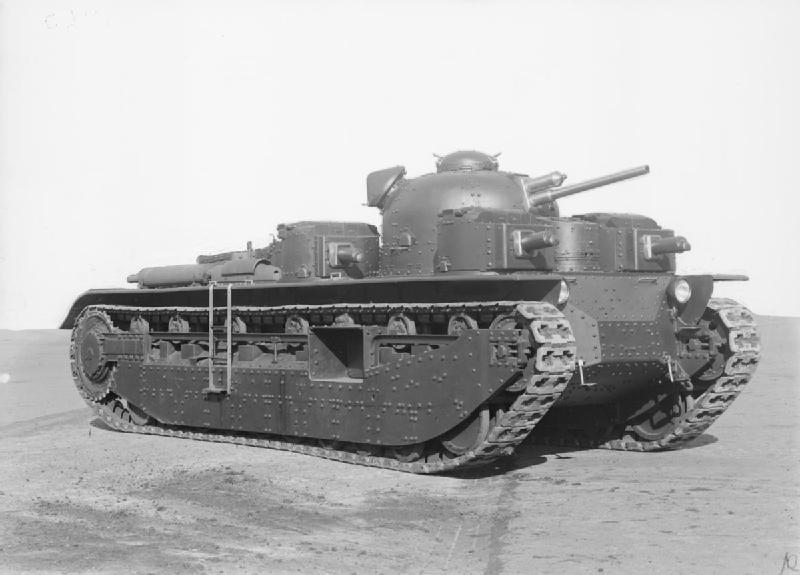
維克斯A1E1獨立號重型坦克(多砲塔戰車)
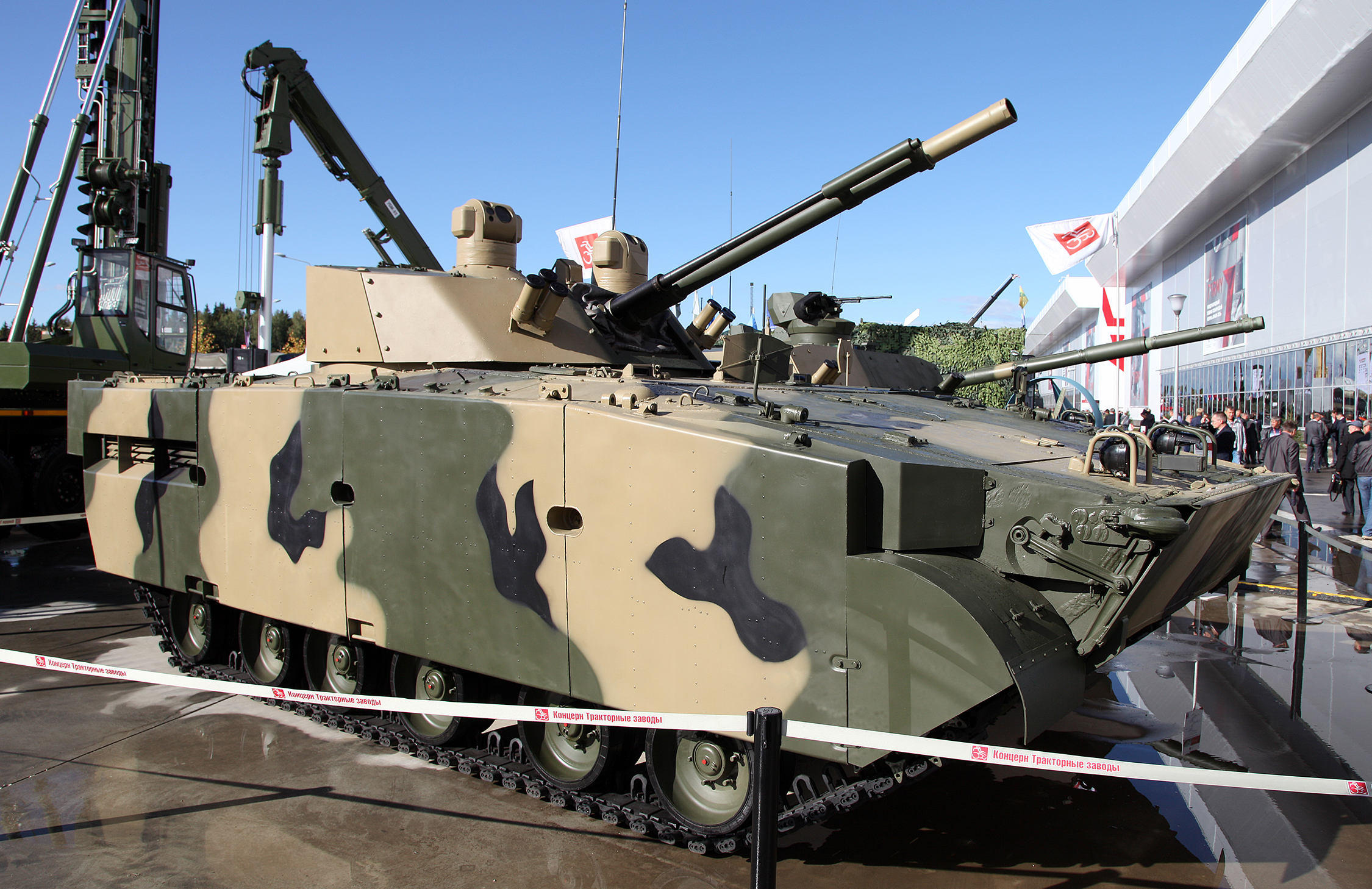
BMP-3步兵戰鬥車，配備30毫米機砲與100毫米火箭炮
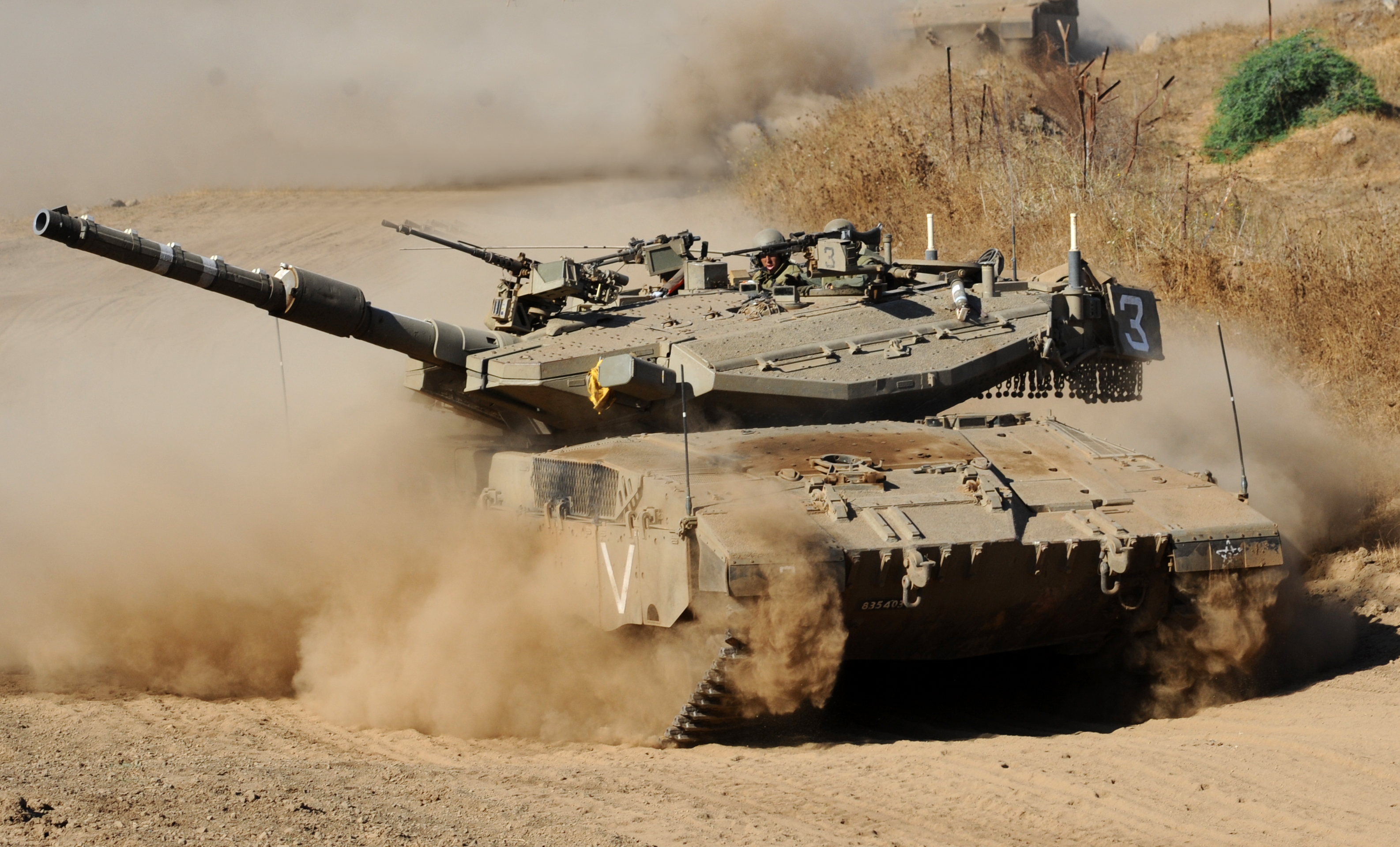
梅卡瓦Mk3戰車，砲塔上的球形砲口即為60毫米迫擊砲
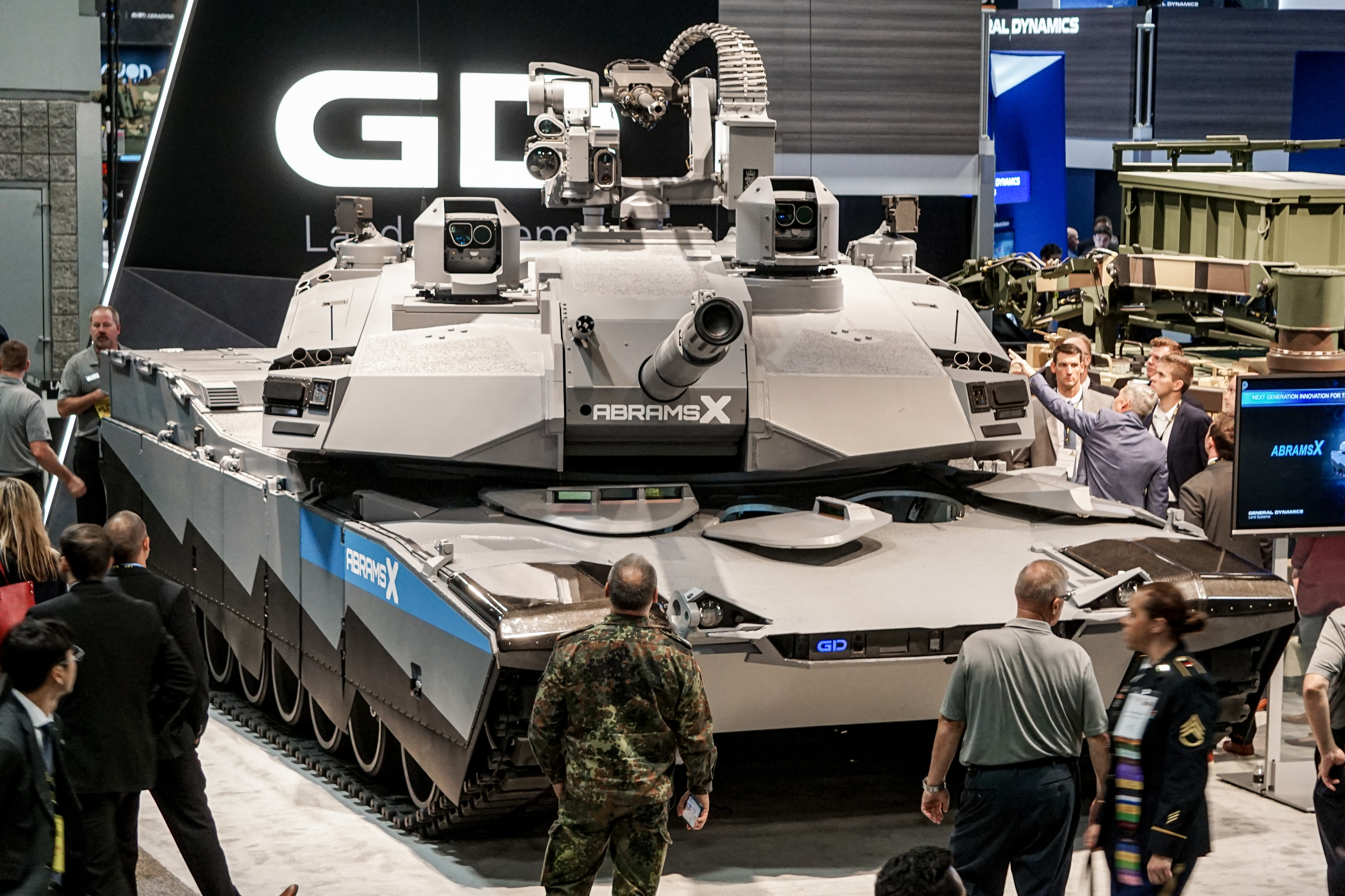
艾布蘭X(2022年)

### 備註
1. ↑  相反地，艦艇與水面戰力因為需要適應遠洋航行及海上通訊困難等因素，難以進行小型化與分散化。